# Britta Stöckle
Britta Stöckle (* 1969 in Berlin) ist eine deutsche Drehbuchautorin.

## Biografie
Britta Stöckle studierte von 1989 bis 1990 Publizistik und Politologie. Anschließend durchlief sie von 1990 bis 1992 eine Ausbildung als Werbekauffrau, bevor sie von 1993 bis 1999 ein Studium an der Filmakademie Baden-Württemberg absolvierte. Bereits 1998 wurde mit …die man liebt… ihr erstes Drehbuch für einen Langspielfilm verfilmt. Für ihr Drehbuch zu dem Drama Geht nicht gibt’s nicht! wurde sie 2003 mit einem Bayerischen Fernsehpreis ausgezeichnet. Der Film Pass gut auf ihn auf! gewann auf dem Münchner Filmfest 2013 den Bernd Burgemeister Fernsehpreis und wurde im selben Jahr bei den Biberacher Filmfestspielen mit dem Fernsehbiber ausgezeichnet. Im Januar 2014 gewann ihr Drehbuch Pass gut auf ihn auf! auf dem internationalen Fernsehfilmfestival Fipa in Biarritz den Fipa D´Or, den Preis für das beste Drehbuch im fiktionalen Wettbewerb. Ihr Film Rufmord wurde auf zahlreichen Festivals ausgezeichnet. Er erhielt auf dem Münchner Filmfest 2018 den Bernd-Burgemeisterpreis sowie den Preis für den besten Krimi 2018 auf dem Krimifilmfest in Wiesbaden. Er war jeweils in verschiedenen Kategorien für den deutschen Fernsehpreis und den Grimme-Preis 2018 nominiert.
2022 wurde ihr Drama Bring mich nach Hause bei den Seoul International Drama Awards 2022 mit dem Seoul International Drama Award als „Best TV Movie“ ausgezeichnet.

## Filmografie (Auswahl)
- 1997: Flügel für Fatima
- 1998: …die man liebt…
- 2000: Eine Handvoll Glück
- 2001: Messerscharf – Tödliche Wege der Liebe
- 2002: Geht nicht gibt’s nicht!
- 2002: Tatort: Endspiel
- 2005: Wo bleibst du, Baby?
- 2008: Die Sache mit dem Glück
- 2011: Mein eigen Fleisch und Blut
- 2011: Ich habe es dir nie erzählt
- 2012: Pass gut auf ihn auf!
- 2012: Lena Fauch – Gefährliches Schweigen
- 2014: Tatort: Großer schwarzer Vogel
- 2016: Nie mehr wie es war
- 2017: Der Tel-Aviv-Krimi – Alte Freunde
- 2017: Das Nebelhaus
- 2018: Rufmord
- 2021: Bring mich nach Hause
- 2022: Ein Schritt zum Abgrund
- 2024: Der Dreck der Anderen – Amsterdam Krimi